# اوسماکاسور
اوسماکاسور (نام علمی: Osmakasaurus) نام یک سرده از راسته پرنده‌کفلان است.